# Renzo Grandi
Renzo Grandi (Mantova, 29 aprile 1934 – Milano, 17 giugno 1982) è stato un sollevatore italiano.

## Biografia
Nato nel 1934 a Mantova, gareggiava nella classe di peso dei pesi gallo (56 kg).
A 26 anni ha partecipato ai Giochi olimpici di Roma 1960, nei pesi gallo, chiudendo 9º con 307,5 kg totali alzati, dei quali 97,5 nella distensione lenta, 90 nello strappo e 120 nello slancio.
L'anno successivo è stato medaglia di bronzo agli Europei di Vienna 1961, nei pesi gallo, alzando 315 kg e arrivando dietro al sovietico Vladimir Stogov e all'ungherese Imre Földi.
A 30 anni ha preso di nuovo parte alle Olimpiadi, quelle di Tokyo 1964, che valevano anche come campionati mondiali, ancora nei pesi gallo, terminando 12º con 327,5 kg totali alzati, dei quali 105 nella distensione lenta, 92,5 nello strappo e 130 nello slancio.

## Palmarès

### Campionati europei
- 1 medaglia:
  - 1 bronzo (Pesi gallo a Vienna 1961)